# Hollád
Hollád község Somogy vármegyében, a Marcali járásban.

## Fekvése
Balatonberénytől délre, Tikos és Marcali közt fekvő település. Közigazgatási területén, belterülete északi részén áthalad a 7-es főút, illetve határának északi csücskén az M7-es autópálya is, főutcája viszont csak önkormányzati útnak minősül. Területének nyugati határszélén húzódik a Szenyértől idáig vezető 6803-as út legészakibb, illetve folytatásaként Balatonszentgyörgy felé induló a 7501-es út legdélebbi szakasza is.
Szőlő- és borgazdasági szempontból a Balatonboglári borvidék részét képezi.

## Története
Hollád nevét először a 1496-ban Holládtikos néven említette egy oklevél, Szenyér várának tartozékai között, de van olyan elképzelés is, amely szerint a Tihanyi alapítólevélben szereplő Huluoodi is Holláddal lehet azonos. 1536-ban az adólajstrom Hollád és Tikos helységeket külön-külön sorolta fel, az 1583 évi adólajstrom szerint Hollád még Szenyér várához tartozott, 1573-1574 között az adólajstrom szerint már csak 3, 1580-ban pedig 4 házból állt. 1598-1599-ben az esztergomi káptalan volt a földesura, majd kevéssel ezután teljesen elpusztult. Az 1715 évi összeírás feljegyzése szerint 1715 előtt három évvel települt. 1726-ban Festetics Kristóf birtoka volt, 1733-ban pedig már ismét az esztergomi káptalan birtokai között szerepelt.
A 20. század elején Somogy vármegye Marcali járásához tartozott. 1910-ben 747 lakosából 745 magyar volt. Ebből 733 római katolikus, 13 izraelita volt.
Az 1932-ben épült iskolát később templommá alakították.

## Közélete

### Polgármesterei
- 1990-1994: Kungli János (független)[6]
- 1994-1998: Nagy Tibor (FKgP)[7]
- 1998-2002: Nagy Tibor (FKgP)[8]
- 2002-2006: Mózes Marianna (független)[9]
- 2006-2010: Mózes Marianna (független)[10]
- 2010-2014: Mózes Marianna (független)[11]
- 2014-2019: Mózes Marianna (független)[12]
- 2019–2024: Kabai Gergely (független)[13]
- 2024– : Kabai Gergely (független)[1]

## Népessége
A település népességének változása:
| Lakosok száma | 235  | 223  | 222  | 203  | 240  | 250  | 243  |
|               | 2013 | 2014 | 2015 | 2021 | 2022 | 2023 | 2024 |

A 2011-es népszámlálás során a lakosok 86,5%-a magyarnak, 18,6% cigánynak, 2,5% németnek, 0,4% románnak mondta magát (11% nem nyilatkozott; a kettős identitások miatt a végösszeg nagyobb lehet 100%-nál). A vallási megoszlás a következő volt: római katolikus 70,5%, református 2,5%, felekezet nélküli 5,1% (21,5% nem nyilatkozott).
2022-ben a lakosság 76,7%-a vallotta magát magyarnak, 9,6% németnek, 8,8% cigánynak, 0,4% horvátnak, 3,8% egyéb, nem hazai nemzetiségűnek (16,7% nem nyilatkozott; a kettős identitások miatt a végösszeg nagyobb lehet 100%-nál). Vallásuk szerint 41,3% volt római katolikus, 4,2% református, 0,8% evangélikus, 0,4% görögkatolikus, 0,4% ortodox, 3,3% egyéb keresztény, 2,5% egyéb katolikus, 6,3% felekezeten kívüli (40,8% nem válaszolt).

## Látnivalók
- Szent Donát-kápolna (1785)[16]
- 19. században épített harangtorony
- Bari-hegyi népi présház és pince

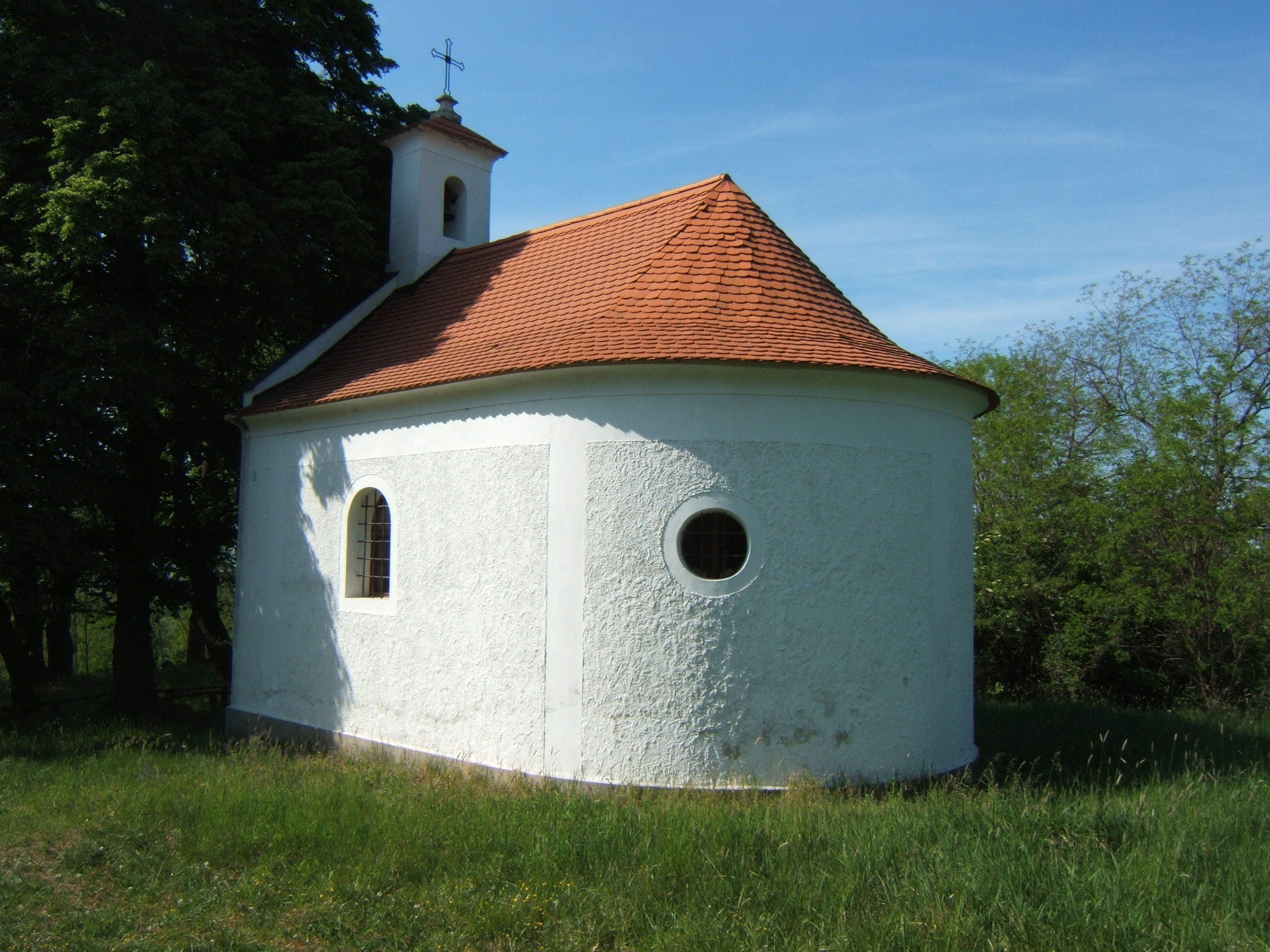
A Szent Donát-kápolna
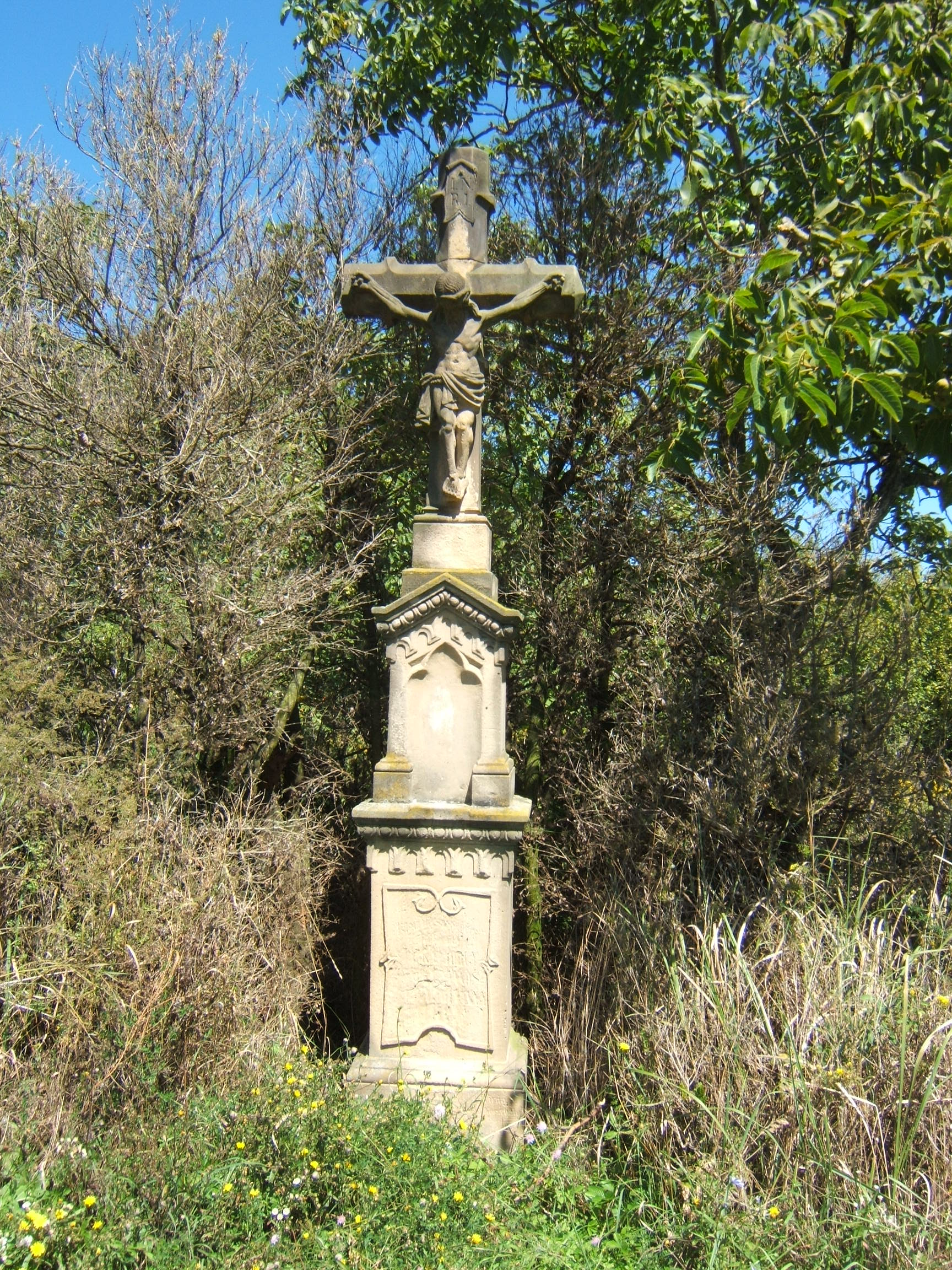
Régi kőkereszt a szőlőhegyen